# Trosbevægelsen
Trosbevægelsen er en religiøs bevægelse, der blev startet med udgangspunkt i den amerikanske prædikant, Kenneth E. Hagin. Bevægelsen forbindes normalt med fremgangsteologi, der har en særlig appel blandt kristne, karismatiske trossamfund.
I Danmark er bevægelsen bedst repræsenteret ved Københavns Bibeltrænings Center, som ledes af pastor Jens Garnfeldt.
Fremgangsteologi går ud på, at man ved at tro kan blive helbredt, leve i velstand og have fremgang i livet.

## Fodnoter
1. ↑  Frikirker og trosbevægelsen forsoner sig | Kristeligt Dagblad